# Omphax rubriceps
Omphax rubriceps là một loài bướm đêm trong họ Geometridae.